# Patricia Verdugo
Patricia del Cármen Verdugo Aguirre (30 tháng 11 năm 1947 – 13 tháng 1 năm 2008) là một nhà báo, nhà văn và nhà hoạt động nhân quyền người Chile. Bà tập trung nhiều những báo cáo điều tra của mình vào hoạt động xâm phạm nhân quyền được thực hiện bởi nhà độc tài quân sự Augusto Pinochet.

## Những năm đầu
Verdugo sinh năm 1947. Bà có được bằng cử nhân chuyên ngành báo chí từ Pontifical Catholic University of Chile.

## Sự nghiệp
Bà bắt đầu làm việc cho một số đài truyền thông của Chile từ năm 1969. Bà từng làm cho các tạp chí như Hoy và Apsi.
Mặc dù tiếp tục làm ở mảng tạp chí nhưng Verdugo sau cùng lại trở nên nổi tiếng thông quanhuwnxg cuốn sách mà nhiều trong số đó tập trung vào việc xâm phạm nhân quyền trong chế độ quân sự của Gen. Pinochet kéo dài từ năm 1973 đến năm 1990. Bản thân cha của Verdugo cũng bị giết bởi cảnh sát mật Chile vào năm 1976. Thông qua các tác phẩm và báo cáo điều tra của mình, Verdugo trở thành một trong những người chỉ trích Pinochet mạnh mẽ nhất.
Cuốn sách nổi tiếng nhất của bà, Los Zarpazos del Puma (Clawings of the Puma), được xuất bản năm 1985 khi Pinochet vẫn còn đang cầm quyền. Cuốn sách thuật lại những cuộc giết hại không được xét xử trước tòa của hơn 70 thành viên của phe đối lập Chile từ tháng 10 tới tháng 11 năm 1973, không lâu sau khi Pinochet lên cầm quyền. Những vụ giết hại này được tiến hành bởi một đơn vị quân đội gọi là "caravan of death," có nhiệm vụ giết những tù nhân chính trị và những "kẻ thù" khác của Pinochet.